# Die Noobs – Klein aber gemein
Die Noobs – Klein aber gemein ist ein US-amerikanischer Kinder-Abenteuer-Science-Fiction-Film aus dem Jahr 2009.

## Handlung
Familienoberhaupt Stuart beschließt, dass er mit seiner Frau Nina sowie den Kindern Hannah, Tom und Bethany wieder einmal mehr Zeit füreinander haben sollte und mietet ein dreistöckiges Haus im US-Bundesstaat Michigan. Zu ihnen stößt noch Onkel Nate, dessen Sohn Jake, die liebe alte Nana sowie die eineiigen zwölf Jahre alten Zwillinge Art und Lee. Und als Überraschungsgast taucht auch noch Bethanys Freund Ricky Dillman auf. Als es Abend wird, braut sich über dem Haus ein Sturm zusammen.
Plötzlich landen vier leuchtende Objekte mit dem toughen Kommandanten Skip, dem schwer bewaffneten Muskelmann Tazer, der weiblichen Killermaschine Razor sowie Spark, einem harmlosen vierarmigen Techniknarren an Bord auf dem Hausdach. Erstes Opfer der kleinen Wesen wird Ricky. Ihm pflanzen sie im Hirn ein Gerät ein, mit dessen Hilfe sie seine Aktivitäten steuern können. Die Noobs greifen nun via Ricky nach der Weltherrschaft und steuern ihn fern wie einen Roboter-Zombie, um Tom und Jake gefangen zu nehmen, aber den Jungs gelingt die Flucht.
Es dauert nicht lange, da wissen alle fünf Kinder von den mysteriösen Neuankömmlingen und den Jugendlichen wird klar, dass die Noobs mit ihrer Gedankenkontrolliermaschine nur die Erwachsenen steuern können. Unter Toms Kommando wollen sie nun die Eindringlinge vertreiben und zum Schutz der Erwachsenen die Existenz der Außerirdischen geheim halten. Mit allen ihnen zur Verfügung stehenden Mitteln schlagen sie zurück und basteln sich hilfreiche Waffen, wie beispielsweise eine Kartoffelkanone. Bald finden sie heraus, wie sie ihrerseits das Gedankenkontrollgerät benutzen und Ricky für ihre Zwecke einspannen können. So gelingt es ihnen, seine idiotischen Roboter-Zombie-Aktionen bald zu ihrer besten Waffe gegen die Noobs einzusetzen.
Die Erwachsenen ahnen davon nichts und glauben, dass die Kinder sich nur wie normale Kinder benehmen. Damit diese auf andere Gedanken kommen, bestehen die Eltern auf einen gemeinsamen Angelausflug. Mitten in diesen turbulenten Geschehnissen entwickelt sich aber auch eine tiefe Freundschaft zwischen Hannah und Spark, dem freundlichen Noobs mit den vier Armen und Händen. Er hat im Gegensatz zu seinen Genossen wenig fürs Kämpfen übrig und will eigentlich nur nach Hause zu seiner Familie.
Dann gerät Nana unter den Einfluss der Gedankenkontrollmaschine, die sie mit übermenschlichen Kräften ausstattet. Sie eilt den Kids zur Hilfe und muss sich mit Ricky messen, den die Noobs wieder unter ihre Kontrolle gebracht haben. Nana versetzt Ricky einen heftigen Hieb, der dazu führt, dass das Implantat in seinem Gehirn außer Kontrolle gesetzt wird. Und dann schlägt sich auch noch Spark auf die Seite der Kinder und entwickelt geschickt mit seinen vier Armen Waffen, mit denen man effektiv gegen die Eindringlinge vorgehen kann. Der Kampf eskaliert und mit ihm die Gefahr, die Action und die Lacher. Die Kids nutzen ihre Chance und zeigen, was sie so alles drauf haben. Und so wird schnell klar, dass die Noobs eigentlich von Anfang an keine echte Chance hatten.

## Kritik
„Solider Kinderfilm, der mehr auf Lacher als auf Schrecken abzielt. Realistische (Familien-)Konflikte geben den Figuren eine gewisse Kontur und grundieren die souverän inszenierte und choreografierte Situationskomik der abenteuerlichen Handlung.“

„Was zunächst wie eine Neuauflage von ‚Mr. Hobbs macht Ferien‘ anmutet, entpuppt sich bald als hanebüchener Blödsinn für kleine Kinder, die über derlei dämliche Späße vielleicht noch lachen können. Gute und zudem Familien taugliche Komödien indes sehen anders aus. Aber was will man von einem Regisseur wie John Schultz (‚Drive Me Crazy‘, ‚Like Mike‘, ‚Honeymooners‘) auch anderes erwarten.“

## Veröffentlichung
Der Film startete am 31. Juli 2009 in den US-amerikanischen Kinos. Weltweit konnte der Film bei einem geschätzten Budget von 45 Mio. US-Dollar etwas mehr als 57 Mio. US-Dollar einspielen. In Deutschland startete der Film am 8. Oktober 2009 und wurde von 150.440 Kinobesuchern gesehen. Seit dem 19. Februar 2010 ist der Film als deutschsprachige DVD und BluRay erhältlich. Am 17. Mai 2012 wurde der Film auf RTL zum ersten Mal im deutschen Free-TV ausgestrahlt.